# Sphaerobasidioscypha
Sphaerobasidioscypha är ett släkte av svampar. Sphaerobasidioscypha ingår i familjen Cyphellaceae, ordningen Agaricales, klassen Agaricomycetes, divisionen basidiesvampar och riket svampar.
|                      | Cyphella                                                                                              |
|                      | |
|                      | Cheimonophyllum                                                                                       |
|                      | |
|                      | Campanophyllum                                                                                        |
|                      | |
|                      | Incrustocalyptella                                                                                    |
|                      | |
|                      | Cunninghammyces                                                                                       |
|                      | |
|                      | Chondrostereum                                                                                        |
|                      | |
|                      | Phaeoporotheleum                                                                                      |
|                      | |
|                      | Asterocyphella                                                                                        |
|                      | |
|                      | Granulobasidium                                                                                       |
|                      | |
|                      | Gloeostereum                                                                                          |
|                      | |
|                      | Dendrocyphella                                                                                        |
|                      | |
|                      | Catilla                                                                                               |
|                      | |
|                      | Thujacorticium                                                                                        |
|                      | |
|                      | Hyphoradulum                                                                                          |
|                      | |
| Sphaerobasidioscypha | \| \| Sphaerobasidioscypha citrispora \| \| \| \| \| \| Sphaerobasidioscypha oberwinkleri \| \| \| \| |
|                      | \| \| Sphaerobasidioscypha citrispora \| \| \| \| \| \| Sphaerobasidioscypha oberwinkleri \| \| \| \| |
|                      | Seticyphella                                                                                          |
|                      | |
|                      | Gloeocorticium                                                                                        |
|                      | |
|                      | Sphaerobasidioscypha citrispora                                                                       |
|                      | |
|                      | Sphaerobasidioscypha oberwinkleri                                                                     |
|                      | |

|  | Sphaerobasidioscypha citrispora   |
|  |                                   |
|  | Sphaerobasidioscypha oberwinkleri |
|  |                                   |